# Ecnomus allaeri
Ecnomus allaeri är en nattsländeart som beskrevs av Jacquemart 1962. Ecnomus allaeri ingår i släktet Ecnomus och familjen trattnattsländor. Inga underarter finns listade i Catalogue of Life.